# Luciano Restrepo Escobar
Luciano Restrepo Escobar (Envigado, 12 de enero de 1812-Medellín, 2 de julio de 1885) fue un político, empresario, militar y banquero colombiano, que se desempeñó como Presidente del Estado Soberano de Antioquia entre 1881 y 1885.

## Biografía
Nació en Envigado en enero de 1812, durante la guerra de Independencia de Colombia, en el entonces Estado Libre de Antioquia, hijo del acaudalado empresario Javier de Restrepo Isaza y de María Teresa Escobar Vélez. Estudió en el Colegio Mayor de Nuestra Señora del Rosario, en Bogotá, y al graduarse de éste comenzó a trabajar como farmacéutico.
En 1831 se había unido al Ejército y marchó hacia la Costa Caribe como teniente de Batallón de las tropas lideradas por el Coronel Isidoro Barrientos. Después como una carrera como empresario que lo llevó a vivir a Kingston (Jamaica británica), para después pasar a Inglaterra, las Islas Canarias, Francia, España y Suiza, este último país donde trató la tuberculosis de la que se había contagiado. De vuelta en el país, fundó en 1854, junto a su hermano José Manuel, la importante casa comercial, la cual se dedicó primero a las importaciones y después al negocio bancario. Con el paso de tiempo, integró a sus hijos y nietos a la empresa. La sociedad fue accionista de la Sociedad del Zancudo, junto a José María Uribe Restrepo, Luis María Arango Trujillo, Leocadio María Arango Uribe, Agapito Uribe y Sinforiano Hernández; su participación fue vendida en 1864 al especulador Juan Bautista Mainero.
De manera personal, o a través de la empresa, fue accionista del Banco de Antioquia, el Banco Restrepo y de la Compañía de Cerámica Antioqueña, así como de la empresa constructora del Telégrafo Eléctrico Colombiano, “Davidson, Stiles y Woolsey”, de Nueva York. Importó ganado Holstein en 1884.
En el plano político, fue diputado a la Asamblea de la Provincia de Antioquia en 1844, 1860 y 1863, Secretario de Estado de Antioquia durante la Administración de Julián Trujillo Largacha y Presidente del Estado Soberano de Antioquia entre el 1.º de noviembre de 1881 y el 11 de marzo de 1885, con un breve interinato de su vicepresidente Teodomiro Llano Botero en 1884.
Amigo personal del también empresario Fernando Restrepo Soto, algunos de sus hijos terminaron casándose. Al regresar de su tratamiento en Suiza, se casó en Santa Marta en 1848 con Josefa María Díaz Granados Torres, hija del político samario José Ignacio Díaz Granados Guerra y de María Concepción Torres Díaz Granados, perteneciente a la influyente familia Díaz-Granados.